# 相鉄グランドフレッサ東京ベイ有明
相鉄グランドフレッサ東京ベイ有明（そうてつグランドフレッサとうきょうベイありあけ、英: Sotetsu Grand Fresa Tokyo-Bay Ariake）とは、東京都江東区有明の「有明プライムビル」（Ascendas Ariake合同会社所有）に入居するホテル。運営は相鉄ホテルマネジメント。

## 概要
1階から16階まではサンルートホテルチェーン直営ホテル「ホテルサンルート有明」として、2009年6月25日に開業した。
17階から20階まではレジデンシャルホテル（サービスアパートメント）「ビーコンテ有明」であったが、2014年1月に「オークウッドホテル&アパートメンツ有明」にリブランドした後、2018年3月31日をもって営業を終了。同年4月1日よりホテルサンルート有明のプレミアムフロアとなり、790室から912室に増床。
2019年9月10日をもって、ホテルサンルート有明としての運営を終了し、9月11日より現名称で運営を開始した。
新型コロナウイルスの影響により、2020年5月10日から6月30日まで一時休業していた。

## 館内
宴会場、会議室、レストラン、バー、コンビニエンスストア、ビジネスセンターを有し、また羽田空港、成田空港からリムジンバスも運行。東京ディズニーリゾート・グッドネイバーホテルの一つで、宿泊者はホテルと東京ディズニーランド、東京ディズニーシー間を結ぶグッドネイバーホテル・シャトルバスを無料で利用できる（事前予約制）。

### 客室
総客室数：912室
3階以上の客室階へは、エレベータ内のキーセンサーに客室カードキーをかざさないと行けないセキュリティシステムを採用。
宿泊者以外は客室階へ上がれないようになっている。また客室カードキーは非接触型ICカードキーを用いている。
全客室Wi-Fi、有線LANによるインターネット接続が無料となっている。

#### 通常フロア
- ダブル（1名利用時はシングル）
- スーペリアダブル（1名利用時はスーペリアシングル）
- デラックスダブル
- エコノミーツイン
- ツイン
- モデレートツイン
- スーペリアツイン
- デラックスツイン
- ユニバーサルシングル
- ユニバーサルツイン

#### プレミアムフロア
客室数は121。バルコニー完備、電子レンジ付き、トイレとバスルームはセパレートタイプ。WOWOW視聴可能。
- プレミアムダブル（1名利用時はプレミアムシングル）
- プレミアムベイサイドダブル（1名利用時はプレミアムベイサイドシングル）
- プレミアムデラックス（1名利用時はプレミアムデラックスシングル）
- ジュニアスイート
- デラックススイート
- エクゼクティブスイート

### レストラン ・バー
横浜ビールが運営
- ブレンドマイスターカフェ
- 創菜 パティオ

### 会議室・宴会場
- 花明
- 会議室

### コンビニエンスストア
- ローソン（24時間営業）

### ビジネスセンター
- Mail Boxes Etc.

## 交通アクセス

### 鉄道
- りんかい線国際展示場駅から徒歩3分。
- ゆりかもめ東京ビッグサイト駅から徒歩3分。有明駅から徒歩4分。

## 周辺施設
- 東京国際展示場（東京ビッグサイト）
- 有明ガーデン
  - 東京ガーデンシアター
  - 有明四季劇場
- 有明アリーナ
- 有明GYM-EX
- TOC有明
- 東京ファッションタウン (TFT)
- パナソニックセンター東京
- 武蔵野大学有明キャンパス
- 有明センタービル
- がん研有明病院
- 東京臨海広域防災公園
- シンボルプロムナード公園
- 有明テニスの森公園
  - 有明コロシアム
- 有明スポーツセンター
- 東京都水の科学館
- 東京都虹の下水道館